# Callum Scott Howells
Pour les articles homonymes, voir Howells.
Callum Scott Howells (né le 29 avril 1999), est un acteur et chanteur gallois.

## Biographie
Callum Scott Howells a participé Britain's Got Talent avec le groupe Only Boys Aloud.

## Filmographie
- 2021 : It's a Sin : Colin Morris-Jones

## Scène
- 2011-2012 : Oliver! - Wales Millennium Centre (en)
- 2014 : Lord of the Flies : Godfrey - Wales Millennium Centre
- 2015 : Prodigy : Dan Davies - St James Theatre (en)
- 2016 : Blackout : James - Aberystwyth Arts Centre (en)
- 2016 : Brass : George - Hackney Empire
- 2016-2017 : She Loves Me (en) : Arpad Laszlo - Menier Chocolate Factory (en)
- 2017 : Tickledom : Basil - Tournée au Pays de Galles
- 2019 : CRAVE : A - The Other Room
- Romeo and Julie : Romeo - Royal National Theatre

## Vie privée
Callum Scott Howells s'identifie comme queer.